# N106 (België)
De N106 is een gewestweg in de Belgische provincie Antwerpen en verbindt de N173 in Edegem met de N177 in Wilrijk. De totale lengte van de weg bedraagt ongeveer 4 kilometer.
De N106 kruist de A1/E19. Hier is een zeer korte en steile afrit '6a' die normaal gezien enkel toegankelijk is voor ambulances van/naar het Universitair Ziekenhuis Antwerpen.

## N106a
De N106a is een toegangsweg vanaf de N106 bij Edegem. De weg 350 meter lange weg verbindt de N106 via de Wilrijkstraat met het parkeerterrein van het Universitair Ziekenhuis Antwerpen.

## Geschiedenis
Op 5 juni 2020 werd de volledige N106a en een deel van de N106 overgedragen aan de gemeente Edegem. De wegen zijn sindsdien geen gewestwegen meer.